# 1912 في البرازيل
فيما يلي قوائم الأحداث التي وقعت خلال عام 1912 في البرازيل.

## سياسة

### تعيين في المنصب
- 3 مايو – نيلو بيسانيا عضو مجلس الشيوخ من البرازيل ‏.

## رياضة
- 1 يناير – بطولة كاريوكا 1912 الفائز بوتافوغو ريغاتاس.

## مواليد

### يناير
- 30 يناير – هريفيلتو مارتينس

### فبراير
- 12 فبراير – نيغينهو لاعب كرة قدم برازيلي.

### مارس
- 19 مارس – خوسيه فونتانا لاعب كرة قدم برازيلي.
- 21 مارس – فالتر غيماريس لاعب كرة قدم برازيلي.

### أبريل
- 24 أبريل – أيموري موريرا لاعب ومدرب كرة قدم برازيلي.

### يونيو
- 15 يونيو – أمارو دا كونا
- 20 يونيو – روبيرتو إيميليو داكونها لاعب كرة قدم برازيلي.
- 25 يونيو – كارفاليو ليتي لاعب ومدرب كرة قدم برازيلي.

### يوليو
- 2 يوليو – هرقل ميراندا لاعب كرة قدم برازيلي.
- 17 يوليو – والتر دي سوزا غولارت لاعب كرة قدم برازيلي.
- 29 يوليو – ماكس وولف مراسل عسكري برازيلي.

### أغسطس
- 10 أغسطس – جورجي أمادو كاتب برازيلي.
- 14 أغسطس – لوشيو كاردوزو كاتب برازيلي.
- 23 أغسطس – نيلسون رودريغوس

### نوفمبر
- 17 نوفمبر – ويلسون فونسيكا ملحن برازيلي.
- 19 نوفمبر – دومينغوس داجويا لاعب كرة قدم برازيلي.
- 21 نوفمبر – مانويل فيلار سباح برازيلي.

### ديسمبر
- 8 ديسمبر – ألفارو ليوبيز كانكادو لاعب كرة قدم برازيلي.
- 13 ديسمبر – لويز غونزاغا مغني برازيلي.